# Planeta hipotètic
Un planeta hipotètic o objecte planetari hipotètic és un planeta o cos similar l'existència del qual no ha estat demostrada, però ha estat especulada o teorizada per algú.
- Per a planetes hipotètics del sistema solar, vegeu Objectes hipotètics del sistema solar.
- Per a objectes que es van postular entre les òrbites de Mart i Júpiter, vegeu Cinquè planeta (hipotètic).
  - Faetó (planeta)
  - Planeta V
- Per al planeta hipotètic més enllà de Neptú, vegeu Planeta X.
- Per a planetes extrasolars l'existència dels quals hagi estat teoritzada o no hagi pogut ser demostrada, vegeu Planeta extrasolar hipotètic.
- Per a planetes l'existència dels quals no és acceptada per la ciència, vegeu Planetes i objectes proposats en religió, astrologia, ufologia i pseudociència.